# ویر، نیکشیچ
ویر (به لاتین: Vir) یک منطقهٔ مسکونی در مونته‌نگرو است که در شهرداری نیکشیچ واقع شده‌است. ویر ۸۱۰ نفر جمعیت دارد.